# Anas wyvilliana
Anas wyvilliana (Hawaiian duck, vịt Hawaii trong tiếng Anh) là một loài chim trong họ Anatidae đặc hữu quần đảo Hawaiʻi. Về mặt phân loại, A. wyvilliana có quan hệ gần gũi với vịt cổ xanh (A. platyrhynchos),. Nó khác biệt ở chỗ là đơn sắc (với trống và mái được đánh dấu giống nhau) và không di cư. Như nhiều loài trong chi Anas, A. wyvilliana và vịt cổ xanh có thể giao phối và sinh sản, và A. wyvilliana từng được xem là một phân loài vịt cổ xanh. Tuy nhiên, đa số các học giả hiện nay đều xem nó là một loài riêng biệt. Phân tích gần đây cho thấy A. wyvilliana phát sinh từ một loài lai cổ đại giữa vịt cổ xanh và vịt Laysan (Anas laysanensis). Tên tiếng Hawaii của loài này là koloa maoli (nghĩa là "vịt bản địa"), hay đơn giản là koloa. Đây là một loài nguy cấp với số lượng cá thể đang giảm xuống.